# 1st Street (stacja metra)
1st Street – naziemna stacja niebieskiej linii metra w Los Angeles, znajdująca się na platformie na Long Beach Boulevard, w pobliżu skrzyżowania z 1st Street, w mieście Long Beach. Jest to stacja położona na pętli ulicznej, na południowym krańcu linii, obsługuje tylko tramwaje jadące w kierunku południowym.

## Godziny kursowania
Tramwaje kursują w przybliżeniu od 5:00 do 0:45

## Miejsca użyteczności publicznej
W pobliżu znajdują się:
- Long Beach Convention and Entertainment Center
- Long Beach City Hall
- Long Beach Courthouse